# Dwadzieścia kolęd
Dwadzieścia kolęd − zbiór utworów na głos i fortepian, stanowiący opracowanie tradycyjnych pieśni polskich na okres Bożego Narodzenia skomponowanych przez Witolda Lutosławskiego w oparciu o materiały z dzieł ks. Michała Marcina Mioduszewskiego i Oskara Kolberga.
Utwory 11, 15, 17, 18 i 20 miały swoje prawykonanie w styczniu 1947 w Krakowie. Lutosławski skomponował je w 1946. Pozostałe utwory zostały wykonane 5 grudnia 1985 w Londynie przez London Sinfonietta Orchestra and Chorus pod batutą autora. W londyńskim prawykonaniu wystąpiła Marie Slorach.
Lutosławski opracował następujące polskie kolędy i pastorałki:
1. Anioł pasterzom mówił
2. Gdy się Chrystus rodzi
3. Przybieżeli do Betlejem
4. Jezus malusieńki
5. Bóg się rodzi
6. W żłobie leży
7. Północ już była
8. Hej, weselmy się
9. Gdy śliczna Panna
10. Lulajże, Jezuniu
11. My też pastuszkowie
12. Hej, w dzień narodzenia
13. Hola hola, pasterze z pola
14. Jezu, śliczny kwiecie
15. Z narodzenia Pana
16. Pasterze mili
17. A cóż z tą dzieciną
18. Dziecina mała
19. Hej hej, lelija Panna Maryja
20. Najświętsza Panienka po świecie chodziła.

Polskie Wydawnictwo Muzyczne wznowiło 20 kolęd na głos i fortepian w Serii Jubileuszowej w 1997. Pierwsze wydanie miało miejsce w 1947.